# Amateks
Amateks je vojni eksploziv koji se sastoji od 51% amonijum nitrata , 40% TNT-a i 9% RDX-a. 